# آمپل
آمپل (انگلیسی: Ampol) شرکت نفت استرالیایی است، که در سال ۱۹۳۶ تأسیس شد.